# Quintus Caecilius Redditus
Quintus Caecilius Redditus war ein im 2. Jahrhundert n. Chr. lebender Angehöriger des römischen Ritterstandes (Eques).
Durch ein Militärdiplom, das auf den 19. November 102 datiert ist, ist belegt, dass Redditus 102 Kommandeur der Cohors I Montanorum war, die zu diesem Zeitpunkt in der Provinz Pannonia stationiert war. Durch ein weiteres Diplom, das auf den 12. Januar 105 datiert ist, ist nachgewiesen, dass er 105 Kommandeur der Cohors I Britannica milliaria civium Romanorum war, die zu diesem Zeitpunkt in der Provinz Moesia superior stationiert war. Durch eine Inschrift, die in Troesmis gefunden wurde, ist belegt, dass er die Tres militiae absolvierte; sein dritter militärischer Posten dürfte daher vermutlich das Kommando über eine Ala gewesen sein.
Ein drittes Diplom, das auf den 18. November 122 datiert ist, belegt, dass er 122 Statthalter der Provinz Mauretania Tingitana war. Durch eine weitere Inschrift, die in Celeia gefunden wurde, ist nachgewiesen, dass er danach noch Statthalter (Procurator Augusti) der Provinz Noricum war.